# Arpitanščina
Arpitanščina (po arpitansko arpitan), znana tudi kot frankoprovansalščina, je romanski jezik, ki spada v skupino štirinajstih oziroma petnajstih (vključno z arpitanščino) oilskih jezikov (langues d'oïl), čeprav ga nekateri ločujejo tako od oilskih jezikov kot od jezika oc, se pravi okcitanščine. Govori se ga na nekdanjem področju naselitve južnih srednjeveških Burgundov. V Franciji  je to večji del nekdanje regije Rona - Alpe, katere središče je mesto Lyon, v Švici je to francosko govoreči del države z mesti, kot sta Ženeva in Lozana, v Italiji pa Dolina Aoste in obmejni deli Pokrajine Torino. V Italiji je še ena skupnost v Apuliji, in sicer v vaseh Faeto in Celle di san Vito.  
Skupno naj bi bilo govorcev vsaj 300 000 v Franciji, 200 000 v Švici in 95 000 v Italiji. Šele v zadnjih desetletjih so prenehali obravnavati jezik kot zgolj narečje in mu začeli dajati vse več pravic v vseh treh državah.

## razširjenost jezika
1. ↑  arpitanščina v Ethnologue (23. izd., 2020)
2. 1 2  Hammarström, Harald; Forkel, Robert; Haspelmath, Martin; Bank, Sebastian (24. maj 2022). »Glottolog 4.8 - Oil«. Glottolog. Max Planck Institute for Evolutionary Anthropology. Arhivirano iz spletišča dne 11. novembra 2023. Pridobljeno 11. novembra 2023.
3. ↑  Norme in materia di tutela delle minoranze linguistiche storiche (v italijanščini), Italian parliament, 15. december 1999, arhivirano iz spletišča dne 2. maja 2012, pridobljeno 8. septembra 2017
4. ↑  »f« (PDF). The Linguasphere Register. str. 165. Arhivirano (PDF) iz spletišča dne 19. aprila 2014. Pridobljeno 1. marca 2013.